# Ist das alles? (13 Höhepunkte mit den Ärzten)
Ist das alles? (13 Höhepunkte mit den Ärzten) es el quinto álbum de Die Ärzte, es su primer álbum recopilatorio , que incluye nuevas canciones.

## Canciones
1. Gehn wie ein Ägypter [Caminando como un egipcio] (Die Ärzte/Liam Sternberg) - 2:21
2. Du willst mich küssen [Quieres besarme] (Urlaub/Urlaub) - 3:09
3. 2000 Mädchen [2000 mujeres] (Felsenheimer/Urlaub) - 3:56
4. Mysteryland (Remix) [Tierra misteriosa] (Felsenheimer/Felsenheimer) - 3:58
5. Zu spät (Maxi-Version) [Muy tarde] (Urlaub/Urlaub) - 6:51
6. El Cattivo (1987 Bad Boy-Mix) [El malo (en italiano)] (Urlaub/Urlaub) - 3:13
7. Radio brennt [La radio arde] (Felsenheimer, Urlaub/Urlaub) - 2:42
8. Alleine in der Nacht [Solo en la noche] (Felsenheimer/Felsenheimer) - 3:09
9. Buddy Holly's Brille [Las gafas de Buddy Holly] (Urlaub/Urlaub) - 3:35
10. Dein Vampyr (Remix) [Tu vampiro] (Felsenheimer/Felsenheimer) - 3:09
11. Erna P. (Urlaub/Urlaub) - 2:29
12. Wie am ersten Tag (Remix) [Como en el primer día] (Urlaub/Urlaub) - 3:40
13. Ist das alles? (Maxi Remix) [Eso es todo?] (Felsenheimer/Felsenheimer) - 5:33

## Información extra
- Las canciones 1, 3, 7 son nuevas
- Versión original de El Cattivo de Débil
- Canción 11 del sencillo Paul
- Canción 5 del sencillo Zu spät
- Canciones 2, 9, y Dein Vampyr, originales del álbum Im Schatten der Ärzte
- Canción 8, Mysteryland, Ist das alles? y Wie am ersten Tag, originales de Die Ärzte Album

## Sencillos
- 1987: Gehn wie ein Ägypter
- 1987: 2000 Mädchen
- 1987: Radio brennt

- Datos: Q845116